# Дебби покоряет Даллас снова
«Дебби покоряет Даллас снова» (англ. Debbie Does Dallas ... Again) — американский порнофильм 2007 года производства киностудии Vivid Entertainment с участием Моник Александер, Саванны Сэмсон, Хиллари Скотт, Стейси Торн, Стефани Морган и Санни Леоне, сиквел картины 1978 года «Дебби покоряет Даллас».

## Производство
Режиссёр Пол Томас сказал, что вместо того, чтобы переделывать оригинал: «Я закрутил историю, близкую к "Небеса подождут", где Дебби умирает и перевоплощается в тело другой чирлидерши».
12 июля 2007 года картина стала первым фильмом для взрослых, лицензированным Advanced Access Content System (AACS) для продажи в формате Blu-ray Disc. Это был также первый фильм для взрослых, доступный как в формате HD DVD, так и на Blu-ray. Другие компании выпустили очень мало фильмов для взрослых на Blu-ray к тому моменту, но они не были защищены от копирования или лицензированы и были сожжены внутри компании, некоторые на дисках BD-R.
Debbie Does Dallas Again также было также было оригинальным названием еженедельного, 30-минутного документального закулисного фильма, посвященного ремейку Debbie Does Dallas — от кастинга новой Дебби до планирования и съёмок фильма. Переименованный в Debbie Loves Dallas, перезапущенный фильм был выпущен кинокомпанией World of Wonder.

## Сюжет
Стефани и Моник соперничают в одной команде, соревнуясь за одного и того же мальчика, и побеждают в национальном чемпионате мира по черлидингу в Бейкерсфилде, Калифорния. После того, как Стефани попадает в фатальную аварию в неудачном, но невероятном сальто, она встречает своего ангела-хранителя, Пенни Флейм, и сразу заключает сделку, чтобы вернуться на землю и отомстить за свою потерю. Она снова появляется в теле Хиллари Скотт, и из ворот пучины вырывается весь ад.

## В ролях
- Моник Александер
- Саванна Сэмсон
- Хиллари Скотт
- Стэфани Морган
- Санни Леоне
- Стейси Торн

## Награды и номинации
| Год  | Церемония   | Результат | Номинация                                                   | Получатель(и)                                                                           |
| ---- | ----------- | --------- | ----------------------------------------------------------- | --------------------------------------------------------------------------------------- |
| 2008 | AVN Awards  | Победа    | Top Renting Title of the Year – 2007                        | н/д                                                                                     |
| 2008 | AVN Awards  | Номинация | Лучшая актриса, фильм                                       | Стэфани Морган                                                                          |
| 2008 | AVN Awards  | Номинация | Лучшая сцена анального секса, фильм                         | Стейси Торн и Marty Romano                                                              |
| 2008 | AVN Awards  | Номинация | Лучшая арт-режиссура, фильм                                 | н/д                                                                                     |
| 2008 | AVN Awards  | Номинация | Лучшая кинематография                                       | н/д                                                                                     |
| 2008 | AVN Awards  | Номинация | Лучшая парная сцена, фильм                                  | Стэфани Морган и Деррик Пирс                                                            |
| 2008 | AVN Awards  | Номинация | Лучший монтаж, фильм                                        | Jack Freedom, Miles Rocca и Fletcher Martin                                             |
| 2008 | AVN Awards  | Номинация | Лучший фильм                                                | н/д                                                                                     |
| 2008 | AVN Awards  | Победа    | Лучшая групповая секс-сцена, фильм                          | Стэфани Морган, Саванна Сэмсон, Моник Александер, Эван Стоун, Кристиан и Jay Huntington |
| 2008 | AVN Awards  | Победа    | Лучшая онлайн-маркетинговая кампания, индивидуальный проект | н/д                                                                                     |
| 2008 | AVN Awards  | Номинация | Лучшая общая маркетинговая кампания, индивидуальный проект  | н/д                                                                                     |
| 2008 | AVN Awards  | Номинация | Лучшая упаковка                                             | н/д                                                                                     |
| 2008 | AVN Awards  | Номинация | Лучший сценарий, фильм                                      | Phil Noir                                                                               |
| 2008 | AVN Awards  | Номинация | Лучшие спецэффекты                                          | н/д                                                                                     |
| 2008 | AVN Awards  | Номинация | Лучший актёр второго плана, фильм                           | Эван Стоун                                                                              |
| 2008 | AVN Awards  | Номинация | Лучшая актриса второго плана, фильм                         | Моник Александер                                                                        |
| 2008 | AVN Awards  | Номинация | Лучшая актриса второго плана, фильм                         | Хиллари Скотт                                                                           |
| 2008 | FAME Award  | Finalist  | Любимый полнометражный фильм                                | н/д                                                                                     |
| 2008 | Venus Award | Победа    | Лучший фильм США                                            | н/д                                                                                     |
| 2008 | XRCO Award  | Номинация | Самый возмутительный DVD Xtras                              | н/д                                                                                     |